# Roos
Roos – wieś w Anglii, w hrabstwie East Riding of Yorkshire. Leży 20 km na wschód od miasta Hull i 250 km na północ od Londynu. W 2001 miejscowość liczyła 1113 mieszkańców.